# Giulietta Masina
Giulia Anna Masina, detta Giulietta (San Giorgio di Piano, 22 febbraio 1921 – Roma, 23 marzo 1994), è stata un'attrice italiana.

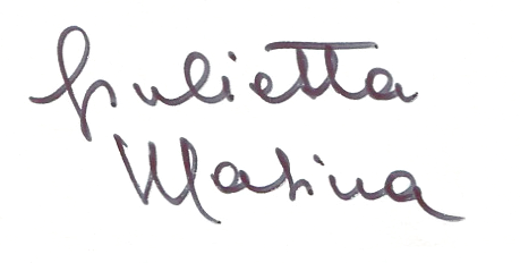
Firma di Giulietta Masina

Considerata una delle migliori attrici femminili nella storia del cinema, lasciò un'impronta indelebile nella storia del cinema italiano soprattutto grazie alle sue grandi interpretazioni nei film diretti dal marito Federico Fellini, in particolare La strada e Le notti di Cabiria. Durante la sua lunga carriera vinse numerosi premi tra cui un David di Donatello (più due speciali), quattro Nastro d'argento, un Globo d'oro, il premio alla migliore interpretazione femminile sia al Festival di Cannes sia a quello di San Sebastián e un premio onorario al Festival di Berlino; a essi si aggiungono anche due candidature ai premi BAFTA a riprova del successo che ebbe anche all'estero; di lei Charlie Chaplin disse "è l'attrice che ammiro maggiormente".

## Biografia

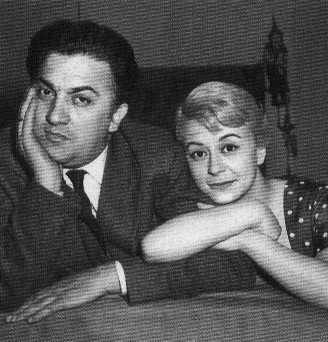
Giulietta Masina con Federico Fellini negli anni '60

Figlia del violinista e professore di musica Gaetano Masina e della maestra Angela Flavia Pasqualini, visse dall'età di quattro anni in poi a Roma presso una zia di origine milanese rimasta vedova. Frequentò il ginnasio e il liceo dalle Suore Orsoline, dove, incoraggiata dalla zia, cominciò a coltivare la passione per la recitazione. Fin dalla stagione 1941-1942 partecipò a numerosi spettacoli di prosa, danza e musica nell'ambito del Teatro Universitario nei locali dello Stadium Urbis, che poi diventerà il Teatro Ateneo. In quella seguente (1942-1943) entrò nella Compagnia del Teatro Comico Musicale, dove si esibì come ballerina, cantante e attrice in diverse operette e commedie brillanti. Nel 1942 Masina incontrò negli studi dell'EIAR Federico Fellini. Già nel luglio 1943 la coppia si presentò ai genitori di lei. Dopo l'8 settembre 1943 la loro unione conobbe un'accelerazione: Fellini, invece di rispondere alla chiamata alla leva, convolò a nozze con Giulietta il 30 ottobre. Nei primi mesi vissero insieme nella casa della zia milanese della moglie.
Intanto il sodalizio artistico era già avviato: dal 1942 la giovane studentessa di Lettere, nonché attrice, interpretò il personaggio di Pallina, prima fidanzata e poi moglie bambina di Cico. Le disavventure della giovane coppia vennero trasmesse all'interno della rivista radiofonica Terziglio, per riprendere nel dopoguerra in una serie autonoma intitolata Le avventure di Cico e Pallina, interrotta dopo quattordici puntate nel febbraio del 1947. La Masina e Fellini ebbero un figlio, Pier Federico, nato il 22 marzo 1945 e morto appena undici giorni dopo la nascita, il 2 aprile. Dal 1968 al 1976 tenne una rubrica su La Stampa, Risponde Giulietta Masina, parte della pagina settimanale Cronache per le donne (di cui era responsabile Alba de Céspedes). Una selezione di risposte date ai lettori è confluita nel volume Il diario degli altri.

### Il cinema

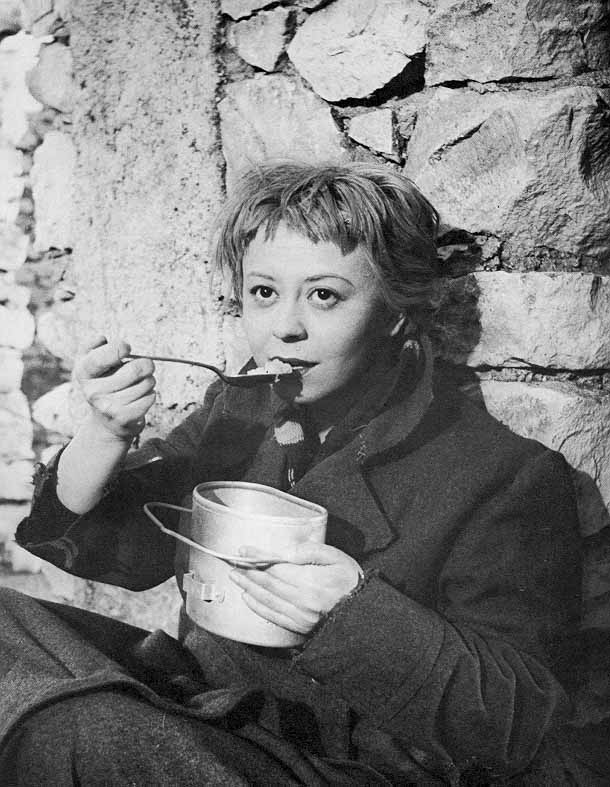
Giulietta Masina nei panni di Gelsomina, nel film La strada (1954)

A parte il ruolo di comparsa che svolse nel capolavoro di Roberto Rossellini, Paisà (è una ragazza che scende le scale di un palazzo), Giulietta Masina esordì nel cinema nel 1948 in un film diretto da Alberto Lattuada, Senza pietà, dove interpretò insieme a Carla Del Poggio il ruolo della mondana di aspetto minuto e di buon cuore che la accompagnerà per buona parte della sua carriera in film diretti da Carlo Lizzani, Giuseppe Amato e Renato Castellani. Ma è insieme al marito che raggiunse la notorietà a livello mondiale con il ruolo di Gelsomina nel film La strada (1954), dove recitò accanto ad Anthony Quinn e Richard Basehart, e poi con Il bidone (1955), con Broderick Crawford e ancora Basehart, senza dimenticare il primo film firmato da Fellini con Lattuada, Luci del varietà (1950), sempre con Carla Del Poggio e Peppino De Filippo.
Nel 1957 raggiunse probabilmente l'apice della carriera nel ruolo di Cabiria nel film Le notti di Cabiria (che aveva già affrontato in piccola misura nel primo film diretto dal marito, Lo sceicco bianco del 1951).
Nel 1958 interpretò una commovente figura di donna in Fortunella per la regia di Eduardo De Filippo, con Alberto Sordi (parte drammatica del rigattiere) e lo stesso De Filippo. Dello stesso anno Nella città l'inferno di Renato Castellani in cui è possibile vederla recitare accanto ad Anna Magnani.

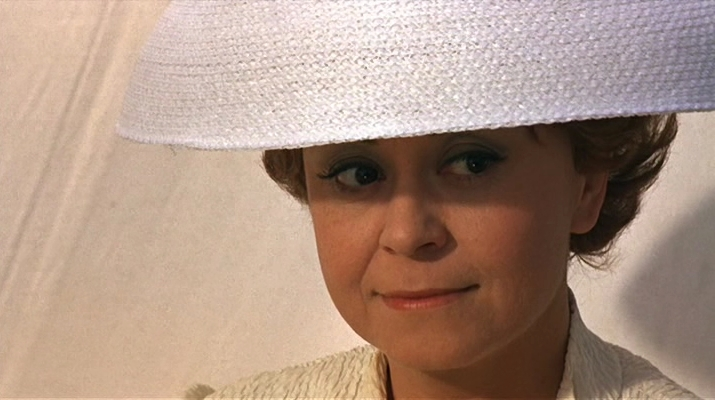
Giulietta Masina nel film Giulietta degli spiriti (1965)

Fellini la dirigerà ancora nel suo primo film a colori, Giulietta degli spiriti (1965) insieme a Mario Pisu e, vent'anni più tardi, nel malinconico Ginger e Fred (1985) proprio accanto a Marcello Mastroianni, nella parte di due ex ballerini di tip-tap popolarissimi durante la guerra con il nome d'arte preso a prestito dai celebri Fred Astaire e Ginger Rogers, invitati nel rutilante e magniloquente show televisivo Ed ecco a voi..., campionario di varia umanità mostrata come fenomeno da baraccone sacrificato alle esigenze dell'audience e interrotto in maniera ossessiva da spot pubblicitari. Nel 1969, con il ruolo di Gabrielle e inserita in un ricco cast condotto da Katharine Hepburn, partecipò al bizzarro film hollywoodiano La pazza di Chaillot di Bryan Forbes e John Huston.

### La televisione
In televisione apparve negli anni settanta in due sceneggiati di buon successo, Eleonora (1973), diretto da Silverio Blasi, e Camilla (1976), diretto da Sandro Bolchi e tratto dal romanzo Un inverno freddissimo di Fausta Cialente.

### La radio
Fece il suo ingresso in radio nel 1941 recitando con Nella Maria Bonora e Franco Becci, all'epoca voci assai popolari. Si fece subito notare nella trasmissione di successo Terziglio, basata sulle avventure dei fidanzati Cico e Pallina, recitati insieme all'annunciatore Angelo Zanobini e scritti da un versatile redattore umorista della rivista satirica Marc'Aurelio, Federico Fellini, che sposò il 30 ottobre 1943 e con il quale instaurò un intenso sodalizio artistico e affettivo, tra i più importanti nella storia dello spettacolo italiano.
Nel 1945, dopo la fine della guerra si laureò in Lettere e Filosofia all'Università "La Sapienza". Recitò ancora nel Teatro Universitario durante la stagione 1945-1946 nella pièce Angelica, scritta e diretta da Leo Ferrero e interpretata insieme a un altro giovane attore destinato alla celebrità, Marcello Mastroianni. Tornerà poi per l'ultima volta sul palcoscenico nel 1951, con Gli innamorati. Tra il 1966 e il 1969 fu la conduttrice di una popolare rubrica radiofonica, Lettere a Giulietta Masina, che in seguito raccoglierà in un libro.

### Morte
Giulietta Masina morì il 23 marzo 1994, all'età di 73 anni, per un tumore ai polmoni (cinque mesi dopo la scomparsa di Fellini, avvenuta il 31 ottobre 1993). Entrambi sono sepolti nel cimitero di Rimini. La loro tomba è marcata dal monumento "Le Vele", opera dello scultore Arnaldo Pomodoro. Prima di morire chiese che fosse il trombettista Mauro Maur, «la sua tromba», a suonare il tema de La strada di Nino Rota ai suoi funerali. Nel ventennale della morte le maggiori istituzioni culturali e cinematografiche italiane - con il patrocinio dell'Accademia del Cinema Italiano / Premio David di Donatello - la ricordarono con la mostra "Giulietta Masina, l'Oscar di Federico Fellini" al Teatro dei Dioscuri (Roma), a cura di Simone Casavecchia e Fiammetta Terlizzi. La città di Bologna ha intitolato un giardino a suo nome.

## Filmografia

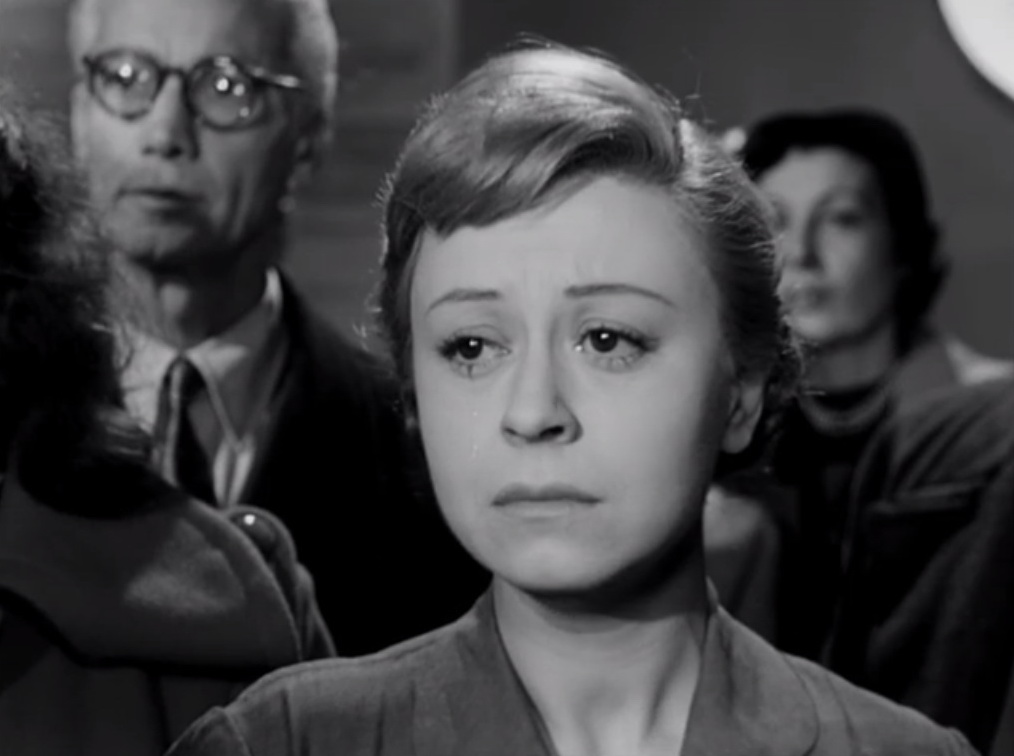
Giulietta Masina in Ai margini della metropoli (1953)

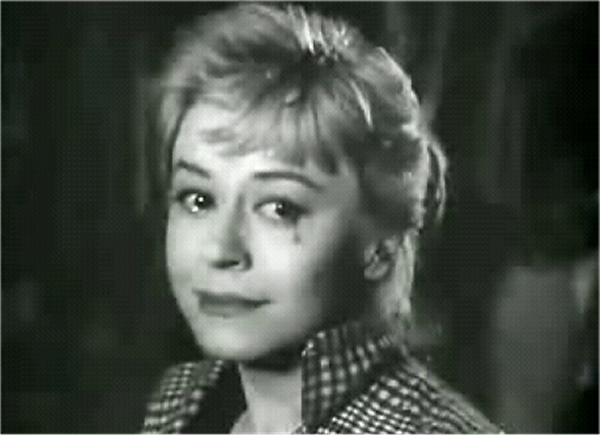
Giulietta Masina ne Le notti di Cabiria (1957)

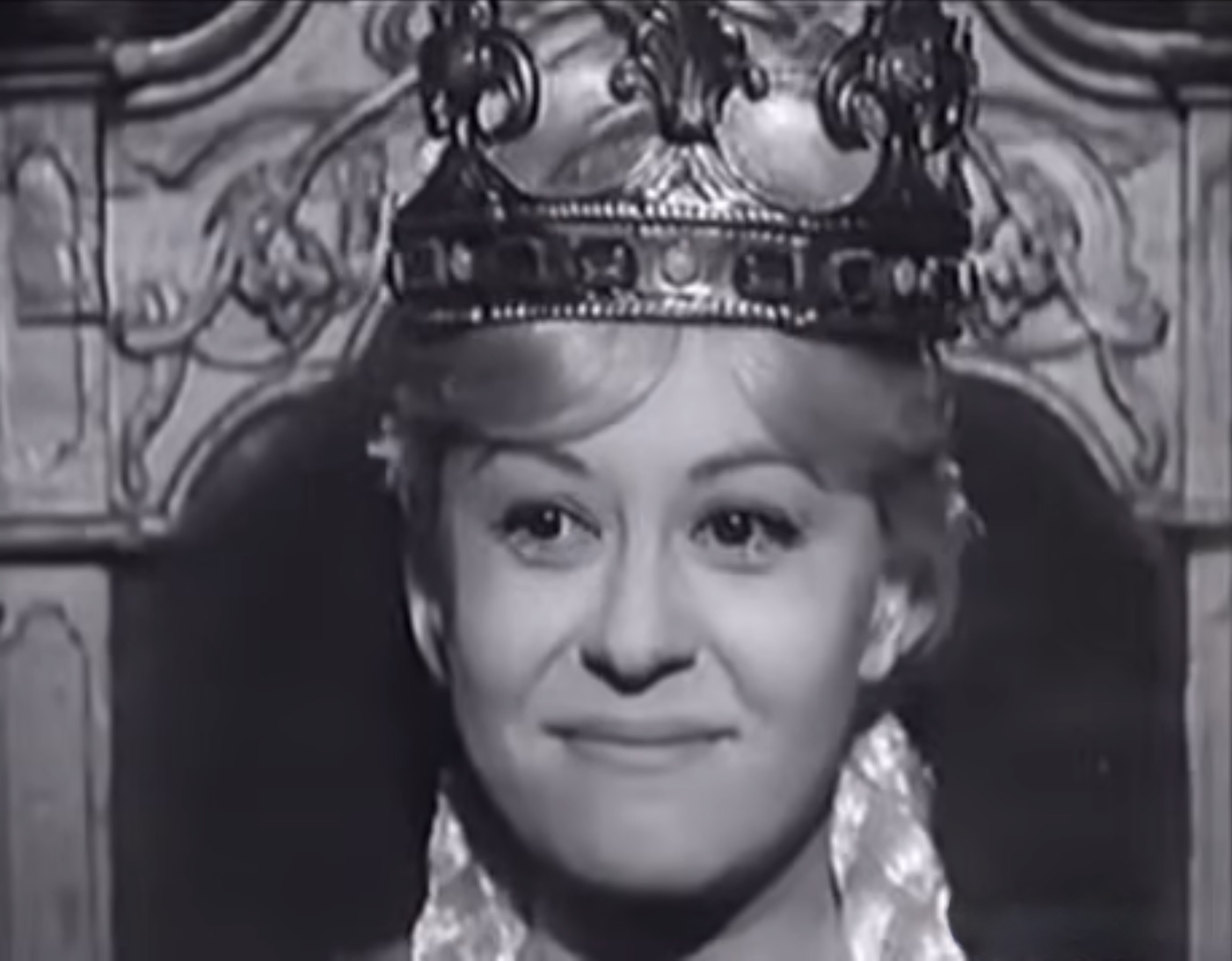
Giulietta Masina in Fortunella (1958)

- Paisà, regia di Roberto Rossellini (1946)
- Senza pietà, regia di Alberto Lattuada (1948)
- Luci del varietà, regia di Alberto Lattuada e Federico Fellini (1950)
- Persiane chiuse, regia di Luigi Comencini (1951)
- Sette ore di guai, regia di Vittorio Metz e Marcello Marchesi (1951)
- Cameriera bella presenza offresi..., regia di Giorgio Pàstina (1951)
- Wanda, la peccatrice, regia di Duilio Coletti (1952)
- Il romanzo della mia vita, regia di Lionello De Felice (1952)
- Lo sceicco bianco, regia di Federico Fellini (1952)
- Europa '51, regia di Roberto Rossellini (1952)
- Ai margini della metropoli, regia di Carlo Lizzani (1953)
- Lo scocciatore (Via Padova 46), regia di Giorgio Bianchi (1953)
- Donne proibite, regia di Giuseppe Amato (1954)
- Cento anni d'amore (episodio Purificazione), regia di Lionello De Felice (1954)
- La strada, regia di Federico Fellini (1954)
- Buonanotte... avvocato!, regia di Giorgio Bianchi (1955)
- Il bidone, regia di Federico Fellini (1955)
- Le notti di Cabiria, regia di Federico Fellini (1957)
- Fortunella, regia di Eduardo De Filippo (1958)
- Nella città l'inferno, regia di Renato Castellani (1958)
- La donna dell'altro (Jons und Erdme), regia di Victor Vicas (1959)
- La gran vita (Das kunstseidene Mädchen), regia di Julien Duvivier (1960)
- Giulietta degli spiriti, regia di Federico Fellini (1965)
- Scusi, lei è favorevole o contrario?, regia di Alberto Sordi (1966)
- Non stuzzicate la zanzara, regia di Lina Wertmüller (1967)
- La pazza di Chaillot (The madwoman of Chaillot), regia di Bryan Forbes e John Huston (1969)
- Block-notes di un regista, regia di Federico Fellini (1969)
- Eleonora, regia di Silverio Blasi (1973) - film TV
- Camilla, regia di Sandro Bolchi (1976) - film TV
- Ginger e Fred, regia di Federico Fellini (1985)
- Sogni e bisogni, regia di Sergio Citti (1985)
- La signora della neve (Perinbaba), regia di Juraj Jakubisko (1986)
- Un giorno, forse... (Aujourd'hui, peut-être...), regia di Jean-Louis Bertuccelli (1991)

## Prosa radiofonica Eiar
- Assurdo, commedia in tre atti di Siro Angeli, regia di Turi Vasile, trasmessa il 16 novembre 1942
- La strada dei re, di Giovanni Gigliozzi, regia di Guglielmo Morandi, trasmessa il 24 gennaio 1943
- Sale d'aspetto, di Federico Fellini, regia di Claudio Fino, trasmessa il 29 gennaio 1943
- Il terziglio, Lezioni di nuoto, a cura di Dino Falconi, Jovinelli e Bonelli, regia di Claudio Fino, trasmessa il 27 febbraio 1943
- Nuove avventure di Don Chisciotte e Sancio Pancia, rivista radiofonica di Mario Amendola, con la partecipazione di Macario. regia di Guido Barbarisi, trasmessa 1 maggio 1943
- Al paese del teatro, commedia di Dino Falconi, regia di Guido Barbarisi, trasmessa il 1 giugno 1943
- Lo specchio, fiaba musicale di Alberto Casella, musiche di Egidio Storaci, regia di Nino Meloni, trasmessa il 23 giugno 1943
- Vecchi e giovani, varietà di Vittorio Metz, regia di Guido Barbarisi, trasmesso il 13 settembre 1943

## Riconoscimenti
- David di Donatello

Giulietta Masina premiata al Giffoni Film Festival nel 1986

  - 1966 – Migliore attrice protagonista per Giulietta degli spiriti
  - 1982 – Medaglia D'oro del ministro per il turismo e lo spettacolo
  - 1986 – David speciale
  - 1986 – Candidatura alla migliore attrice protagonista per Ginger e Fred
- Nastri d'argento
  - 1949 – Migliore attrice non protagonista per Senza pietà
  - 1951 – Migliore attrice non protagonista per Luci del varietà
  - 1958 – Migliore attrice protagonista per Le notti di Cabiria
  - 1959 – Candidatura alla migliore attrice protagonista per Fortunella
  - 1966 – Candidatura alla migliore attrice protagonista per Giulietta degli spiriti
  - 1986 – Migliore attrice protagonista per Ginger e Fred
- Globo d'oro
  - 1986 – Migliore attrice per Ginger e Fred
- BAFTA
  - 1956 – Candidatura alla migliore attrice protagonista per La strada
  - 1959 – Candidatura al migliore attrice protagonista per Le notti di Cabiria
- Festival di Cannes
  - 1957 – Prix d'interprétation féminine per Le notti di Cabiria
- Festival Internazionale del Cinema di San Sebastián
  - 1957 – Concha de Plata alla migliore attrice per Le notti di Cabiria

## Discografia parziale

### Album
- 1980 – Karol Wojtyła - Poesie (RCA, PL 31490, LP) con Romolo Valli

### Singoli
- 1975 – Non voglio niente...!/Senza età (BASF, 06 13331-Q, 7") con Marco Tolli

## Omaggi e citazioni
- Liv Ullmann, nel suo primo libro autobiografico del 1976 Cambiare, così descrive un suo incontro con Giulietta Masina: "Pranzo in casa Fellini, Ingmar si era seduto in un angolo con Giulietta Masina, moglie di Fellini, e lei, vinta la timidezza, aveva cominciato a cantare. La vidi andare nel giardino e cogliere fiori. Tornò poco dopo e ce ne diede uno per uno. Sorrideva sempre. Ma si muoveva in punta di piedi, per non attirare l'attenzione".[9]
- Caetano Veloso ha dedicato all'attrice italiana una sua canzone intitolata appunto Giulietta Masina.